# Humber River—Black Creek (circonscription provinciale)
Pour les articles homonymes, voir Black Creek (homonymie).
Circonscription électorale provinciale du Canada
Humber River—Black Creek  (auparavant York-Ouest) est une circonscription provinciale de l'Ontario représentée à l'Assemblée législative de l'Ontario depuis 1999.
Une précédente circonscription a également existé de 1867 à 1987.

## Géographie
La circonscription est située dans le sud de l'Ontario, plus précisément dans la partie nord-ouest de l'ancienne ville de North York, dans la grande région de Toronto.
En 2011, les circonscriptions limitrophes sont Etobicoke-Nord, Thornhill, Vaughan, York-Centre et York-Sud—Weston. Après le redécoupage de 2015, les circonscriptions limitrophes sont Vaughan—Woodbridge, Thornhill, Etobicoke-Nord, York-Centre et York-Sud—Weston.

## Historique
| Législature                                                        | Années       | Député            | Député              | Parti                     |
| ------------------------------------------------------------------ | ------------ | ----------------- | ------------------- | ------------------------- |
| York-Ouest                                                         |              |                   |                     |                           |
| 1re                                                                | 1867-1871    |                   | Thomas Grahame      | Progressiste-conservateur |
| 2e                                                                 | 1871-1875    |                   | Peter Patterson     | Libéral                   |
| 3e                                                                 | 1875-1879    |                   | Peter Patterson     | Libéral                   |
| 4e                                                                 | 1879-1883    |                   | Peter Patterson     | Libéral                   |
| 5e                                                                 | 1883-1886    |                   | John Gray           | Progressiste-conservateur |
| 6e                                                                 | 1886-1890    |                   | John Gilmour        | Libéral                   |
| 7e                                                                 | 1890-1894    |                   | John Gilmour        | Libéral                   |
| 8e                                                                 | 1894-1898    |                   | Joseph St. John     | Progressiste-conservateur |
| 9e                                                                 | 1898-1902    |                   | William Hill        | Libéral                   |
| 10e                                                                | 1902-1905    |                   | Joseph St. John     | Progressiste-conservateur |
| 11e                                                                | 1905-1907    |                   | Joseph St. John     | Progressiste-conservateur |
| 11e                                                                | 1907-1908    | Forbes Godfrey    |                     | Progressiste-conservateur |
| 12e                                                                | 1908-1911    | Forbes Godfrey    |                     | Progressiste-conservateur |
| 13e                                                                | 1911-1914    | Forbes Godfrey    |                     | Progressiste-conservateur |
| 14e                                                                | 1914-1919    | Forbes Godfrey    |                     | Progressiste-conservateur |
| 15e                                                                | 1919-1923    | Forbes Godfrey    |                     | Progressiste-conservateur |
| 16e                                                                | 1923-1926    | Forbes Godfrey    |                     | Progressiste-conservateur |
| 17e                                                                | 1926-1929    | Forbes Godfrey    |                     | Progressiste-conservateur |
| 18e                                                                | 1929-1932    | Forbes Godfrey    |                     | Progressiste-conservateur |
| 18e                                                                | 1932-1934    | Henry Isaac Price |                     | Progressiste-conservateur |
| 19e                                                                | 1934-1937    |                   | William Gardhouse   | Libéral                   |
| 20e                                                                | 1937-1943    |                   | William Gardhouse   | Libéral                   |
| 21e                                                                | 1943-1945    |                   | Charles Millard     | Commonwealth coopératif   |
| 22e                                                                | 1945-1948    |                   | John Allan          | Progressiste-conservateur |
| 23e                                                                | 1948-1951    |                   | Charles Millard (2) | Commonwealth coopératif   |
| 24e                                                                | 1951-1955    |                   | Elmer Brandon       | Progressiste-conservateur |
| 25e                                                                | 1955-1956    |                   | Elmer Brandon       | Progressiste-conservateur |
| 25e                                                                | 1956-1959    | Leslie Rowntree   |                     | Progressiste-conservateur |
| 26e                                                                | 1959-1963    | Leslie Rowntree   |                     | Progressiste-conservateur |
| 27e                                                                | 1963-1967    | Leslie Rowntree   |                     | Progressiste-conservateur |
| 28e                                                                | 1967-1971    | Leslie Rowntree   |                     | Progressiste-conservateur |
| 29e                                                                | 1971-1975    | John MacBeth      |                     | Progressiste-conservateur |
| 30e                                                                | 1975-1977    | Nick Leluk        |                     | Progressiste-conservateur |
| 31e                                                                | 1977-1981    | Nick Leluk        |                     | Progressiste-conservateur |
| 32e                                                                | 1981-1985    | Nick Leluk        |                     | Progressiste-conservateur |
| 33e                                                                | 1985-1987    | Nick Leluk        |                     | Progressiste-conservateur |
| Circonscription dissoute parmi Etobicoke-Ouest et Etobicoke—Humber |              |                   |                     |                           |
| Circonscription issue de Yorkview et Downsview                     |              |                   |                     |                           |
| 37e                                                                | 1999-2003    |                   | Mario Sergio        | Libéral                   |
| 38e                                                                | 2003-2007    |                   | Mario Sergio        | Libéral                   |
| 39e                                                                | 2007-2011    |                   | Mario Sergio        | Libéral                   |
| 40e                                                                | 2011-2014    |                   | Mario Sergio        | Libéral                   |
| 41e                                                                | 2014-2018    |                   | Mario Sergio        | Libéral                   |
| Humber River—Black Creek                                           |              |                   |                     |                           |
| 42e                                                                | 2018-2022    |                   | Tom Rakocevic       | Néo-démocrate             |
| 43e                                                                | 2022–Présent |                   | Tom Rakocevic       | Néo-démocrate             |

## Circonscription fédérale
Depuis les élections provinciales ontariennes du 4 octobre 2007, l'ensemble des circonscriptions provinciales et des circonscriptions fédérales sont identiques.